# Juan Valera Espín
Juan Valera Espín (Murcia, 21 december 1984), is een Spaans profvoetballer.

## Clubvoetbal
Valera debuteerde in 2003 in het eerste elftal van Real Murcia, de club waar hij werd opgeleid. In dat seizoen kwam hij tot tien wedstrijden in de Primera División. Het jaar daarop acteerde Real Murcia in de Segunda División A en speelde hij zich in de basis, waarop Atlético Madrid hem aantrok. In het seizoen 2005/06 mocht Valera regelmatig invallen. Hij werd meestal gebruikt als rechterverdediger. De van oorsprong middenvelder maakte regelmatig een fout op die positie en verloor zijn basisplaats. In een thuiswedstrijd van Atlético Madrid op 11 maart 2007 tegen Deportivo La Coruña kreeg Valera de voorkeur boven Giourkas Seitaridis, maar na twee minuten moest hij geblesseerd van het veld. Hij bleek gescheurde kruisbanden te hebben en was een half jaar uitgeschakeld.

## Erelijst
| UEFA Europa League | 1x | 2009/10 |